# Хајнроде (Хајнлајте)
Хајнроде (њем. Hainrode) општина је у њемачкој савезној држави Тирингија. Једно је од 32 општинска средишта округа Нордхаузен. Према процјени из 2010. у општини је живјело 385 становника. Посједује регионалну шифру (AGS) 16062014.

## Географски и демографски подаци
Хајнроде се налази у савезној држави Тирингија у округу Нордхаузен. Општина се налази на надморској висини од 270 метара. Површина општине износи 8,8 km². У самом мјесту је, према процјени из 2010. године, живјело 385 становника. Просјечна густина становништва износи 44 становника/km².